# Helicopsyche bellangrensis
Helicopsyche bellangrensis là một loài Trichoptera thuộc họ Helicopsychidae. Chúng phân bố ở miền Australasia.